# Salduba elegans
Salduba elegans är en tvåvingeart som beskrevs av Kertesz 1908. Salduba elegans ingår i släktet Salduba och familjen vapenflugor. Inga underarter finns listade i Catalogue of Life.